# Moselfähre am Deutschen Eck
Die Moselfähre am Deutschen Eck ist eine historische Fährverbindung, die seit 1949 auf der Mosel in Koblenz besteht. Die zugehörige Fähre Liesel verbindet das Neuendorfer Eck mit dem Deutschen Eck für Fußgänger und Radfahrer.

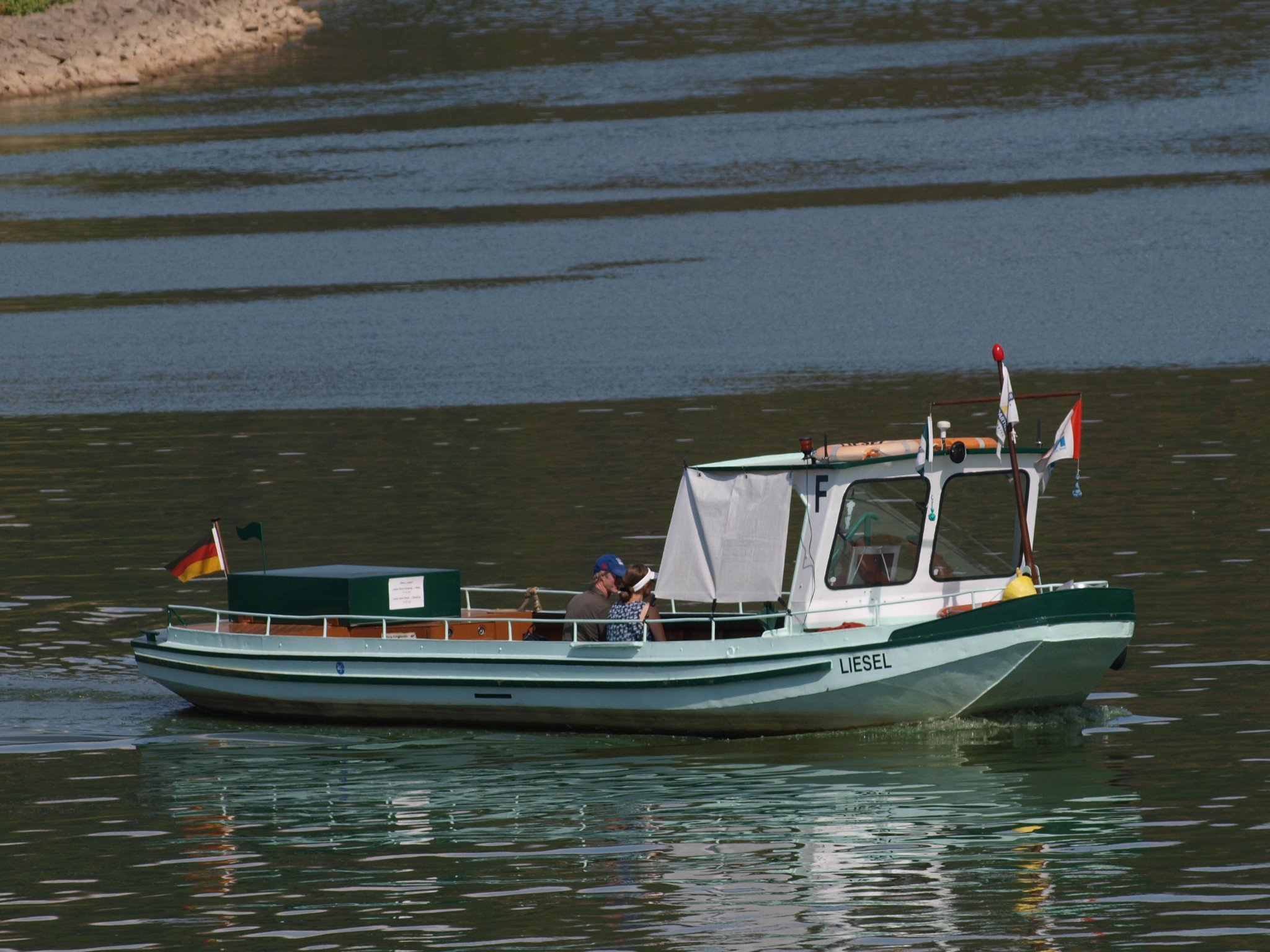
Fährboot Liesel auf der Mosel

## Geschichte
Die Fähre Liesel wurde 1949 auf der Schottel-Werft in Spay am Rhein gebaut. Nach dem Zweiten Weltkrieg wurde sie im Rahmen des Wiederaufbaus der Infrastruktur in der Region in Dienst gestellt und ist seitdem in Koblenz im Einsatz.
Die Liesel wird von einem Motor mit einer Leistung von 36 PS angetrieben. Sie ist 9,20 Meter lang und 2,60 Meter breit und kann bis zu 25 Personen pro Fahrt befördern. Auch der Transport von Fahrrädern ist möglich. Trotz ihrer geringen Motorleistung ist die Fähre aufgrund ihrer geringen Größe und dem geringen Gewicht in der Lage, die kurze Strecke über die Mosel problemlos zu bewältigen.
Der Fährdienst wird zwischen April und Oktober ohne Fahrplan auf Zuruf durchgeführt und ist nicht im VRM-Tarif integriert.